# Dominik von Vivenot

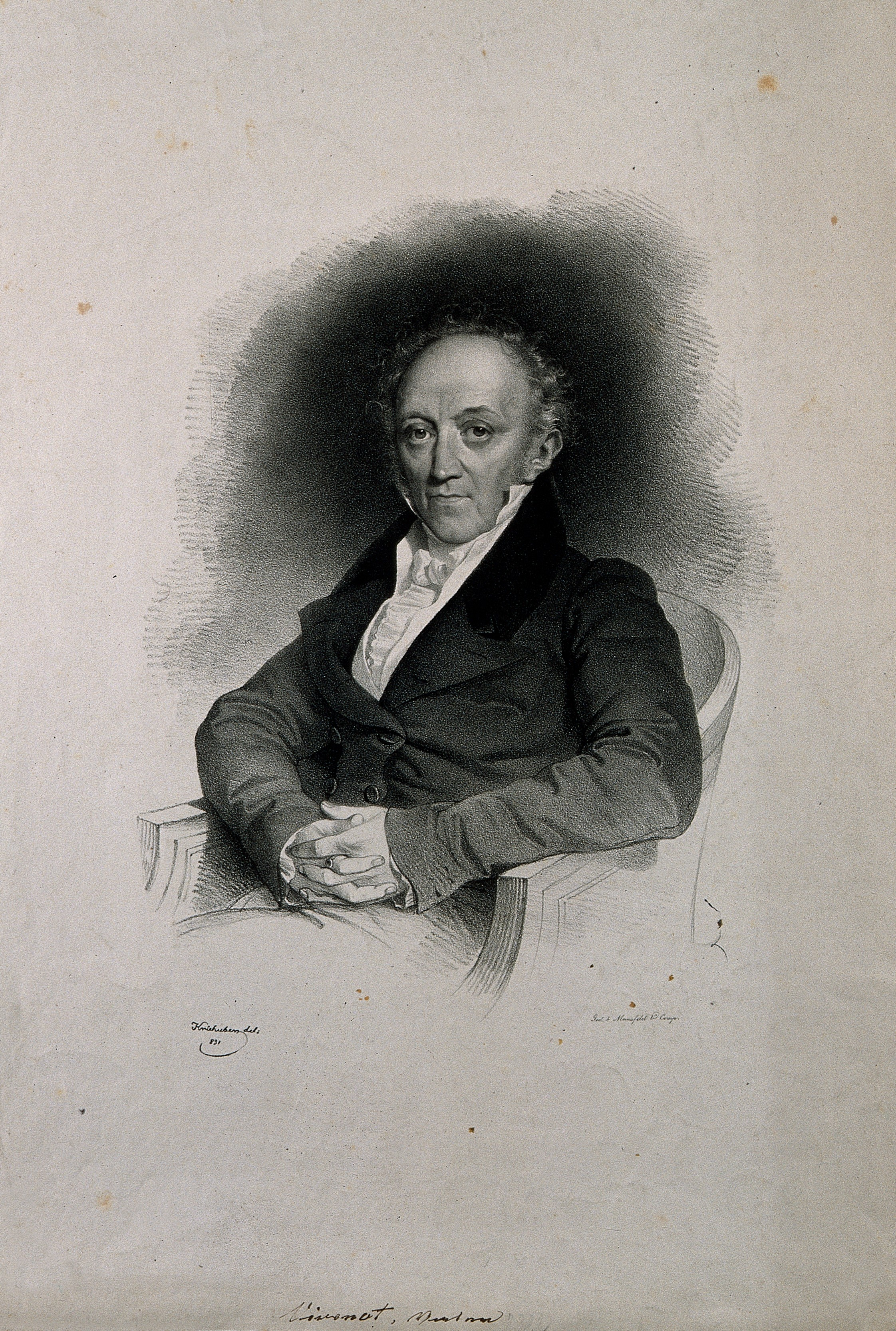
Dominik Edler von Vivenot, 1831

Dominik de Vivenot, ab 1832 Edler von Vivenot, (* 25. Dezember 1764 in Wien; † 9. Mai 1833 ebenda) war ein österreichischer Arzt.

## Leben
Vivenot ist der Sohn von Nicolaus de Vivenot, der aus Luxemburg als Erzieher der Söhne von Staatskanzler Wenzel Anton von Kaunitz-Rietberg nach Wien kam. Dominik de Vivenot durchlief in Wien das Gymnasium und die philosophischen Studien und nahm, anstatt in den zunächst für ihn vorgesehenen Militärdienst einzutreten, ein Studium der Medizin an der Universität Wien auf. Am 20. Oktober 1787 wurde er dort zum Dr. med. promoviert.
Vivenot war zunächst als Armenarzt tätig, wurde jedoch schnell für seine Fähigkeiten bei besonders komplexen Krankheitsfällen bekannt und als praktischer Arzt viel gefragt. Auch durch die Behandlung der Cholera erhielt er zunehmend Bekanntheit. Er wurde Mitglied der medizinischen Fakultät der Wiener Universität und k.k. Prüfungskommissar für die medizinischen Fächer. Als erster Arzt versah er ehrenamtlich Dienst am Wiener Choleraspital und engagierte sich stark in der Bekämpfung der Seuche, insbesondere während der Choleraepidemie 1830. Außerdem nahm er sich als Mitglied des Vereines zur Unterstützung würdiger, jedoch bedürftiger Studenten mehrerer Studenten der Medizin und Chirurgie persönlich an. Er stieg schließlich zu einer der bekanntesten Ärzte Wiens auf und wurde entsprechend 1829 und 1832 von der kaiserlichen Familie zu Rate gezogen. 1832 rettete er Prinz Ferdinand, König von Ungarn, das Leben.
Vivenot wurde für seine Verdienste als Mediziner am 6. Mai 1832 in den Adelsstand erhoben, außerdem erhielt er von der kaiserlichen Familie eine goldene, signierte Dose. Er starb 1833 an der Influenza.
Sein Sohn war der Arzt Rudolph Ritter von Vivenot. Zu seinen Enkeln zählte der Mediziner Rudolph Ritter von Vivenot sowie der Historiker Alfred Ritter von Vivenot.